# Adso z Melku
Adso z Melku – jeden z bohaterów i zarazem narrator powieści szkatułkowej Umberta Eco Imię róży.
Jest młodym nowicjuszem benedyktyńskim z klasztoru w Melku. W czasie, w którym rozgrywa się akcja powieści, ma około 18 lat. Podczas podróży do Włoch przyłącza się do starego franciszkanina o imieniu Wilhelm z Baskerville, który zostaje jego mistrzem. Towarzyszy mu podczas starań o dialog pomiędzy franciszkanami i papiestwem oraz w badaniu zagadkowych zbrodni w opactwie na północy Włoch. Do końca nie rozumie ani teologicznych wywodów dwóch spierających się wymienionych wyżej stron, ani też rozumowania swego nauczyciela rozwiązującego zagadkę. Swoje przeżycia spisał po wielu latach.
W ekranizacji powieści wyreżyserowanej przez Jean-Jacques’a Annauda (1986) w rolę Adsa wcielił się amerykański aktor Christian Slater, zaś w serialu – Damian Hardung